# Coussarea ecuadorensis
Coussarea ecuadorensis är en måreväxtart som beskrevs av Charlotte M. Taylor. Coussarea ecuadorensis ingår i släktet Coussarea och familjen måreväxter. IUCN kategoriserar arten globalt som nära hotad. Inga underarter finns listade i Catalogue of Life.